# 1860年
1860年（1860 ねん）は、西暦（グレゴリオ暦）による、日曜日から始まる閏年。

## 他の紀年法
- 干支：庚申
- 日本（天保暦）
  - 安政6年12月9日 - 安政7年3月17日、万延元年3月18日 - 万延元年11月20日
  - 皇紀2520年
- 清
  - 咸豊9年12月9日 - 咸豊10年11月20日
- 朝鮮
  - 檀紀4193年
  - 李氏朝鮮 : 哲宗11年
- 阮朝（ベトナム）
  - 嗣徳13年
- 仏滅紀元：2402年 - 2403年
- イスラム暦：1276年6月7日 - 1277年6月17日
- ユダヤ暦：5620年4月6日 - 5621年4月18日
- 修正ユリウス日(MJD)：410 - 775
- リリウス日(LD)：101251 - 101616

※皇紀は、太陽暦採用と共に1873年に施行された。

※檀紀は、大韓民国で1948年9月25日に法的根拠を与えられたが、1961年年号廃止の法令を制定に伴い、1962年1月1日からは公式な場での使用禁止。

## カレンダー
| 1月 |    |    |    |    |    |    |
| 日  | 月 | 火 | 水 | 木 | 金 | 土 |
| 1   | 2  | 3  | 4  | 5  | 6  | 7  |
| 8   | 9  | 10 | 11 | 12 | 13 | 14 |
| 15  | 16 | 17 | 18 | 19 | 20 | 21 |
| 22  | 23 | 24 | 25 | 26 | 27 | 28 |
| 29  | 30 | 31 |    |    |    |    |
|     |    |    |    |    |    |    |

| 2月 |    |    |    |    |    |    |
| 日  | 月 | 火 | 水 | 木 | 金 | 土 |
|     |    |    | 1  | 2  | 3  | 4  |
| 5   | 6  | 7  | 8  | 9  | 10 | 11 |
| 12  | 13 | 14 | 15 | 16 | 17 | 18 |
| 19  | 20 | 21 | 22 | 23 | 24 | 25 |
| 26  | 27 | 28 | 29 |    |    |    |
|     |    |    |    |    |    |    |

| 3月 |    |    |    |    |    |    |
| 日  | 月 | 火 | 水 | 木 | 金 | 土 |
|     |    |    |    | 1  | 2  | 3  |
| 4   | 5  | 6  | 7  | 8  | 9  | 10 |
| 11  | 12 | 13 | 14 | 15 | 16 | 17 |
| 18  | 19 | 20 | 21 | 22 | 23 | 24 |
| 25  | 26 | 27 | 28 | 29 | 30 | 31 |
|     |    |    |    |    |    |    |

| 4月 |    |    |    |    |    |    |
| 日  | 月 | 火 | 水 | 木 | 金 | 土 |
| 1   | 2  | 3  | 4  | 5  | 6  | 7  |
| 8   | 9  | 10 | 11 | 12 | 13 | 14 |
| 15  | 16 | 17 | 18 | 19 | 20 | 21 |
| 22  | 23 | 24 | 25 | 26 | 27 | 28 |
| 29  | 30 |    |    |    |    |    |
|     |    |    |    |    |    |    |

| 5月 |    |    |    |    |    |    |
| 日  | 月 | 火 | 水 | 木 | 金 | 土 |
|     |    | 1  | 2  | 3  | 4  | 5  |
| 6   | 7  | 8  | 9  | 10 | 11 | 12 |
| 13  | 14 | 15 | 16 | 17 | 18 | 19 |
| 20  | 21 | 22 | 23 | 24 | 25 | 26 |
| 27  | 28 | 29 | 30 | 31 |    |    |
|     |    |    |    |    |    |    |

| 6月 |    |    |    |    |    |    |
| 日  | 月 | 火 | 水 | 木 | 金 | 土 |
|     |    |    |    |    | 1  | 2  |
| 3   | 4  | 5  | 6  | 7  | 8  | 9  |
| 10  | 11 | 12 | 13 | 14 | 15 | 16 |
| 17  | 18 | 19 | 20 | 21 | 22 | 23 |
| 24  | 25 | 26 | 27 | 28 | 29 | 30 |
|     |    |    |    |    |    |    |

| 7月 |    |    |    |    |    |    |
| 日  | 月 | 火 | 水 | 木 | 金 | 土 |
| 1   | 2  | 3  | 4  | 5  | 6  | 7  |
| 8   | 9  | 10 | 11 | 12 | 13 | 14 |
| 15  | 16 | 17 | 18 | 19 | 20 | 21 |
| 22  | 23 | 24 | 25 | 26 | 27 | 28 |
| 29  | 30 | 31 |    |    |    |    |
|     |    |    |    |    |    |    |

| 8月 |    |    |    |    |    |    |
| 日  | 月 | 火 | 水 | 木 | 金 | 土 |
|     |    |    | 1  | 2  | 3  | 4  |
| 5   | 6  | 7  | 8  | 9  | 10 | 11 |
| 12  | 13 | 14 | 15 | 16 | 17 | 18 |
| 19  | 20 | 21 | 22 | 23 | 24 | 25 |
| 26  | 27 | 28 | 29 | 30 | 31 |    |
|     |    |    |    |    |    |    |

| 9月 |    |    |    |    |    |    |
| 日  | 月 | 火 | 水 | 木 | 金 | 土 |
|     |    |    |    |    |    | 1  |
| 2   | 3  | 4  | 5  | 6  | 7  | 8  |
| 9   | 10 | 11 | 12 | 13 | 14 | 15 |
| 16  | 17 | 18 | 19 | 20 | 21 | 22 |
| 23  | 24 | 25 | 26 | 27 | 28 | 29 |
| 30  |    |    |    |    |    |    |
|     |    |    |    |    |    |    |

| 10月 |    |    |    |    |    |    |
| 日   | 月 | 火 | 水 | 木 | 金 | 土 |
|      | 1  | 2  | 3  | 4  | 5  | 6  |
| 7    | 8  | 9  | 10 | 11 | 12 | 13 |
| 14   | 15 | 16 | 17 | 18 | 19 | 20 |
| 21   | 22 | 23 | 24 | 25 | 26 | 27 |
| 28   | 29 | 30 | 31 |    |    |    |
|      |    |    |    |    |    |    |

| 11月 |    |    |    |    |    |    |
| 日   | 月 | 火 | 水 | 木 | 金 | 土 |
|      |    |    |    | 1  | 2  | 3  |
| 4    | 5  | 6  | 7  | 8  | 9  | 10 |
| 11   | 12 | 13 | 14 | 15 | 16 | 17 |
| 18   | 19 | 20 | 21 | 22 | 23 | 24 |
| 25   | 26 | 27 | 28 | 29 | 30 |    |
|      |    |    |    |    |    |    |

| 12月 |    |    |    |    |    |    |
| 日   | 月 | 火 | 水 | 木 | 金 | 土 |
|      |    |    |    |    |    | 1  |
| 2    | 3  | 4  | 5  | 6  | 7  | 8  |
| 9    | 10 | 11 | 12 | 13 | 14 | 15 |
| 16   | 17 | 18 | 19 | 20 | 21 | 22 |
| 23   | 24 | 25 | 26 | 27 | 28 | 29 |
| 30   | 31 |    |    |    |    |    |
|      |    |    |    |    |    |    |

## できごと

### 2月
- 2月9日 - 万延元年遣米使節
- 2月10日 - 咸臨丸、太平洋横断航行。37日後の3月17日、サンフランシスコへ到着。
- 2月26日（安政7年2月5日） - 午後7 - 8時頃 横浜の本町通り（現在の中区本町）で、オランダ人船長のW・デ・フォス(Wessel de Vos)と、N・デッケル(Jasper Nanning Dekker)が攘夷派により斬殺される。

### 3月
- 3月 - サルデーニャ王国が、フランスへのサヴォイア・ニース割譲と引き換えに、中部イタリア諸国（パルマ・モデナ・トスカーナ・ロマーニャ）を併合。
- 3月24日（安政7年3月3日） - 桜田門外の変で、大老井伊直弼が暗殺される。

### 4月
- 4月8日（万延元年3月18日） - 元号が安政から万延に改元
- 4月9日 (万延元年3月19日) - レオン・スコットが世界で初めて音を記録することに成功した。(フォノトグラフ)

### 5月
- 5月17日 - ドイツのサッカークラブ、TSV1860ミュンヘンが設立される。

### 6月
- 6月28日～30日（万延元年5月10日～12日） - 近畿から中部・関東・東北で連日暴風雨となり、伊勢湾で高潮が発生するなどして、東海地方を中心に各地で洪水が起こった[1]。

### 7月
- 7月2日（ユリウス暦6月20日） - ロシア帝国の輸送船「マンジュール号」が金角湾に到達、湾の北岸に砦の建設を開始、ウラジオストク開基の日とされる。

### 9月
- 9月7日 - ジュゼッペ・ガリバルディ、両シチリア王国の首都、ナポリに入城。翌10月両シチリア王国の版図であるシチリアを含む南イタリアをサルデーニャ王国国王ヴィットーリオ・エマヌエーレ2世に献上。
- 9月21日 - アロー戦争： 八里橋の戦い
- 9月28日 - 孝明天皇の第二皇子の祐宮（後の明治天皇）が親王宣下 を受け「睦仁」と諱名を賜る。

### 10月
- 10月13日 - アロー戦争： イギリス・フランス連合軍により北京が陥落。
- 10月17日 - 第1回全英オープンゴルフ開催。
- 10月18日 - アロー戦争： イギリス・フランス連合軍により円明園が破壊される。
- 10月24日 - アロー戦争： 清とイギリスによる北京条約が締結。
- 10月25日 - アロー戦争： 清とフランスによる北京条約が締結。

### 11月
- 11月6日 - エイブラハム・リンカーンがアメリカ合衆国大統領に当選。
- 11月24日 - 清とロシアによる北京条約が締結。

### 12月
- 12月よりアメリカ南部諸州が合衆国からの離脱を宣言。

### その他
- この年、サルデーニャ王国国王ヴィットーリオ・エマヌエーレ2世、ローマ教皇領およびオーストリア領ヴェネト地方を除き、イタリアを支配下に収める。

## 誕生
- 1月25日（安政7年1月3日） - 加藤高明、外交官・第24代内閣総理大臣（+ 1926年）
- 1月25日 - チャールズ・カーティス、第31代アメリカ合衆国副大統領（+ 1936年）
- 1月29日 - アントン・チェーホフ、劇作家、小説家（+ 1904年）
- 2月18日 - アンデシュ・ソーン、画家・版画家・彫刻家（+ 1920年）
- 2月29日 - ハーマン・ホレリス、統計機械タビュレーティングマシンの発明者（+ 1929年）
- 3月3日 - モンテ・ウォード、メジャーリーガー（+ 1925年）
- 3月5日 - サム・トンプソン、メジャーリーグベースボール選手（+ 1922年）
- 3月13日 - フーゴー・ヴォルフ、作曲家（+ 1903年）
- 3月15日 - ウォルター・ウェルドン、生物学者（+ 1906年）
- 3月17日（安政7年2月25日） - 穂積八束、法学者（+ 1912年）
- 3月20日（安政7年3月7日） - 岡市之助、第23代陸軍大臣（+ 1916年）
- 3月27日（安政7年3月6日） - 中村鴈治郎 (初代)、歌舞伎役者（+ 1935年）
- 3月28日（安政7年3月7日） - 宮部金吾、植物学者（+ 1951年）
- 4月4日（安政7年3月14日） - 高田早苗、文部大臣・教育者（+ 1938年）
- 4月6日 - ルネ・ラリック、フランスのガラス工芸家・宝飾デザイナー（+ 1945年）
- 4月13日 - ジェームズ・アンソール、画家（+ 1949年）
- 5月2日 - テオドール・ヘルツル、シオニズム運動指導者（+ 1904年）
- 5月9日 - ジェームス・マシュー・バリー、劇作家、童話作家、ピーター・パンの作者（+ 1937年）
- 5月14日 - ブルーノ・リリエフォッシュ、画家（+ 1939年）
- 5月20日 - エドゥアルト・ブフナー、化学者（+ 1917年）
- 5月21日 - ウィレム・アイントホーフェン、医学者（+ 1927年）
- 5月25日 - ダニエル・モロー・バリンジャー、地質学者（+ 1929年）
- 5月29日 - イサーク・アルベニス、作曲家（+ 1909年）
- 6月25日 - ギュスターヴ・シャルパンティエ、オペラ作曲家（+ 1956年）
- 7月7日 - グスタフ・マーラー、作曲家（+ 1911年）
- 7月7日（万延元年5月19日） - 三宅雪嶺、哲学者・評論家（+ 1945年）
- 7月16日 - オットー・イェスペルセン、言語学者（+ 1943年）
- 7月24日 - アルフォンス・ミュシャ、グラフィックデザイナー（+ 1939年）
- 8月1日（万延元年6月15日） - 初代根津嘉一郎、実業家・東武鉄道社長（+ 1940年）
- 8月3日 - ウィリアム・K・L・ディクソン、発明家（+ 1935年）
- 8月5日 - ルイス・ウェイン、画家（+ 1939年）
- 8月13日 - アニー・オークレイ、射手（+ 1926年）
- 8月14日 - アーネスト・トンプソン・シートン、博物学者（+ 1946年）
- 8月16日 - ジュール・ラフォルグ、詩人（+ 1887年）
- 8月20日 - レイモン・ポアンカレ、フランス大統領（+ 1934年）
- 8月30日 - イサーク・レヴィタン、画家（+ 1900年）
- 9月6日 - ジェーン・アダムズ、ソーシャルワークの先駆者（+ 1935年）
- 9月10日 - マリアンネ・フォン・ヴェレフキン、画家（+ 1938年）
- 9月13日 - ジョン・パーシング、アメリカ陸軍の大元帥（+ 1948年）
- 9月20日 - ヘンリー・ボイル、メジャーリーガー（+ 1932年）
- 10月28日 - フーゴー・プロイス、法学者（+ 1925年）
- 10月31日 - ジュリエット・ロー、アメリカ合衆国にガールスカウトを伝えた人物（+ 1927年）
- 11月6日 - イグナツィ・パデレフスキ、ポーランド首相・ピアニスト（+ 1941年）
- 11月23日 - ビリー・ザ・キッド、西部開拓時代のガンマン・アウトロー（+ 1881年）
- 12月10日（万延元年10月28日） - 嘉納治五郎、柔道家、教育者（+ 1938年）
- 12月15日 - ニールス・フィンセン、医学者（+ 1904年）
- 12月18日 - エドワード・マクダウェル、作曲家・ピアニスト（+ 1908年）

## 死去
- 1月18日 - ジョン・ネルソン、第17代アメリカ合衆国司法長官（* 1794年）
- 1月27日 - トーマス・ブリスベーン、植民地行政官・天文学者（* 1773年）
- 1月27日 - ボーヤイ・ヤーノシュ、数学者（* 1802年）
- 1月29日 - エルンスト・アルント、作家・フランクフルト国民議会議員（* 1769年）
- 1月29日 - ステファニー・ド・ボアルネ、バーデン大公カールの妃（* 1789年）
- 1月29日 - ヘンリー・ギルピン、第14代アメリカ合衆国司法長官（* 1801年）
- 2月18日 - ヤーコフ・ロストフツェフ、ロシア帝国の政治家（* 1804年）
- 3月24日（安政7年3月3日） - 井伊直弼、江戸幕府大老（* 1815年）
- 3月24日（安政7年3月3日） - 有村次左衛門、尊皇攘夷派志士（* 1838年）
- 4月6日 - ジェイムズ・ポールディング、第11代アメリカ合衆国海軍長官（* 1778年）
- 4月8日 - セーチェーニ・イシュトヴァーン、ハンガリー王国の政治家（* 1791年）
- 6月5日 - サミュエル・インガム、第9代アメリカ合衆国財務長官（* 1779年）
- 6月6日（万延元年4月17日） - 細川斉護、第10代熊本藩主（* 1804年）
- 6月24日 - ジェローム・ボナパルト、ヴェストファーレン王（* 1784年）
- 7月1日 - チャールズ・グッドイヤー、発明家（* 1800年）
- 7月18日（万延元年6月1日） - 森の石松、侠客
- 7月25日 - ネイサン・クリフォード、第19代アメリカ合衆国司法長官（* 1794年）
- 8月13日（万延元年6月27日） - 佐久良東雄、国学者（* 1811年）
- 8月22日 - アレクサンドル＝ガブリエル・ドゥカン、画家（* 1803年）
- 9月21日 - アルトゥル・ショーペンハウアー、哲学者（* 1788年）
- 9月29日（万延元年8月15日） - 徳川斉昭、第9代水戸藩主・徳川慶喜の父（* 1800年）
- 10月31日 - トマス・コクラン、イギリス海軍の少将（* 1775年）
- 11月1日 - アレクサンドラ・フョードロヴナ、ロシア皇帝ニコライ1世の皇后（* 1798年）
- 11月22日 - イザーク・ヨースト、歴史家（* 1793年）
- 12月2日 - ハインリヒ・バンド、発明家（* 1821年）
- 12月14日 - ジョージ・ハミルトン＝ゴードン、イギリス首相（* 1784年）
- 12月17日 - デジレ・クラリー、スウェーデン王カール14世ヨハンの妃（* 1777年）
- 12月19日 - ジェイムズ・ラムゼイ、インド総督（* 1812年）